# ブルー・ボネット (ブランド)

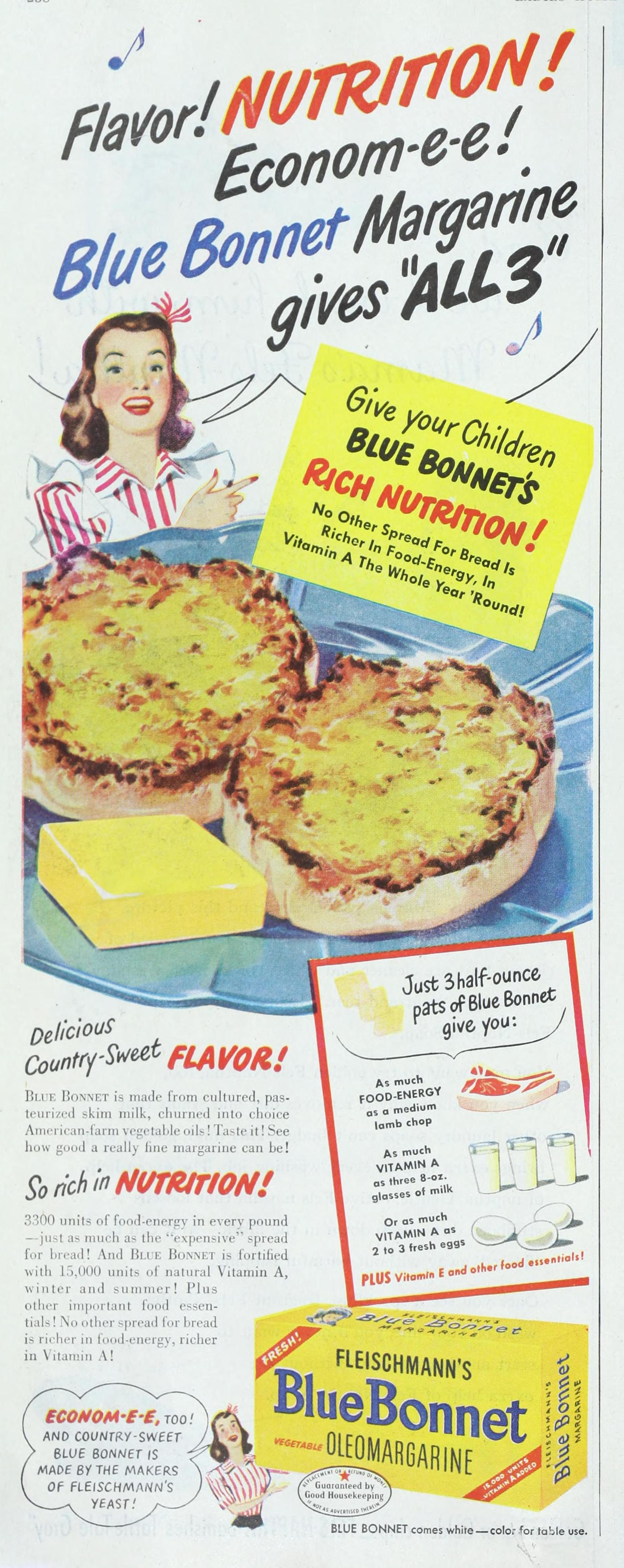
1948年、『レディース・ホーム・ジャーナル』誌に掲載された広告

ブルー・ボネット（英: Blue Bonnet）は、アメリカ合衆国のコーンアグラ・ブランズが所有するマーガリン、スプレッド、パン焼き関連材料のブランド。1981年7月、当初のオーナーであったスタンダード・ブランズがナビスコと合併したが、1998年、ブルー・ボネットは他の食品ブランドと共にコーンアグラに売却された。
連邦規定により、水分16%以下、脂肪分80%以上でないと「マーガリン」の呼称はできない。ブルー・ボネットは脂肪分53%のため「スプレッド」と呼ばれる。
ブランドのスローガンおよびジングルは「"Everything's better with Blue Bonnet on it!"(どんなものでもブルー・ボネットでさらに美味しくなる)」である。